# Stanisław Tarnowski (Biały)

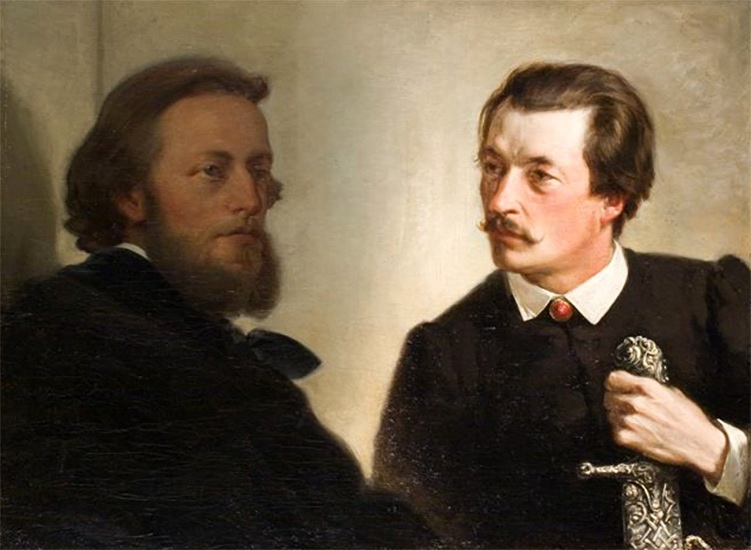
Władysław [auf der linken Seite] und Stanisław Tarnowski [auf der rechten Seite] von Artur Grottger (1866) u. Andrzej Grabowski (1872)

Stanislaw Tarnowski, genannt Stanisław „Biały” („Weiß“) (* 8. Mai 1838 in Wróblewice; † 2. Juli 1909 in Śniatynka) war ein polnischer Landschaftsmaler.

## Leben
Stanisław war Sohn des Walerian und der Ernestyna, Bruder des Dichters und Komponisten Władysław Tarnowski und Cousin des Literaturkritikers und Publizisten Stanisław Tarnowski genannt Stanisław „Czarny“ („Schwarz“), der später Rektor der Jagiellonen-Universität war. (∗) Seine künstlerische Ausbildung erhielt er bei Jan Maszkowski und in Krakau bei Maksymilian Cercha und Leon Dembowski.
Anmerkung:

### Freundschaften und Modell
Stanisław Tarnowski war Freund von Artur Grottger, er war oft bei ihm Gast in Śniatynka und saß ihm als Modell.

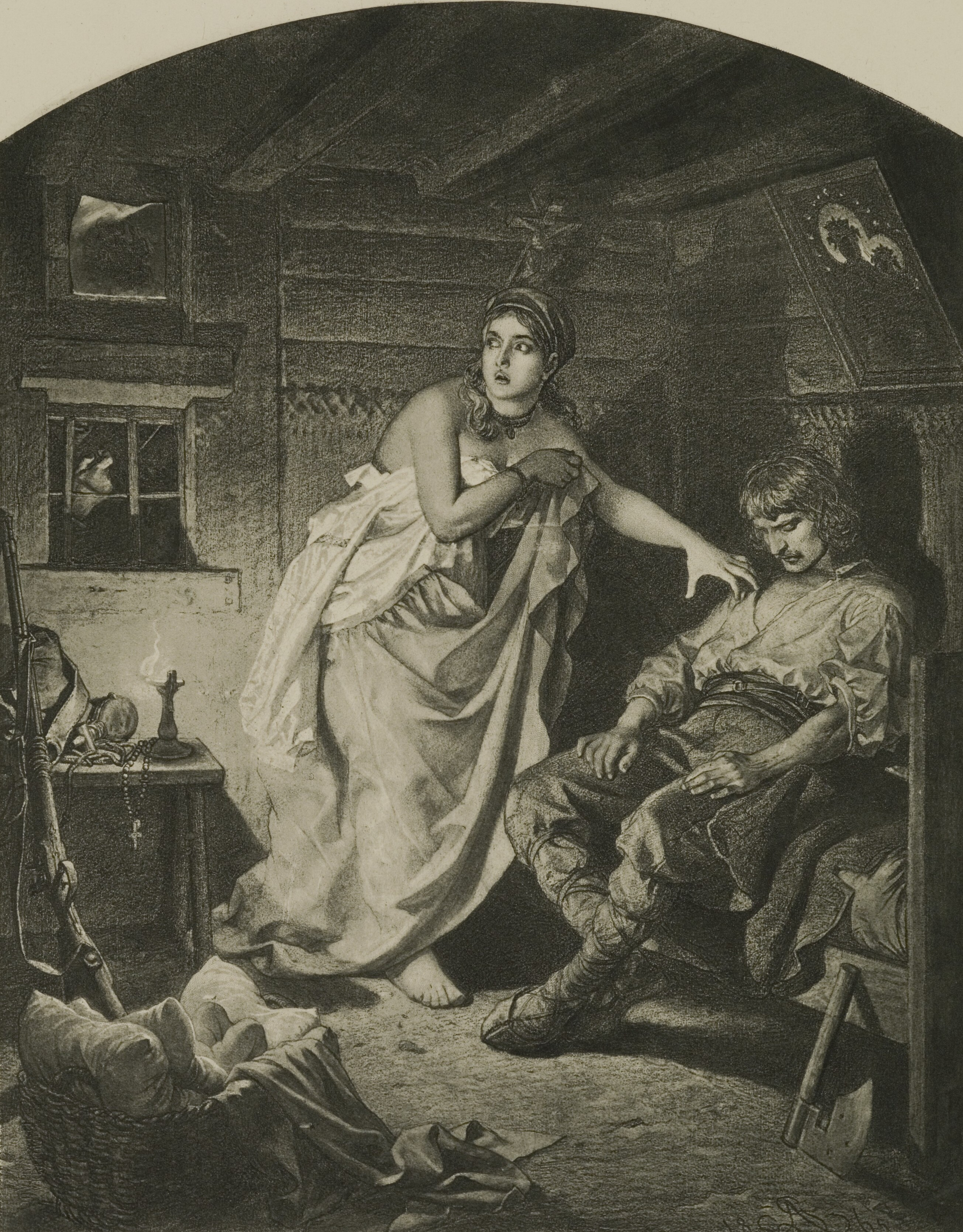
Zeichen (Znak) (Zyklus: Lituania, II, posierten: Wanda Monné i Stanisław Tarnowski)
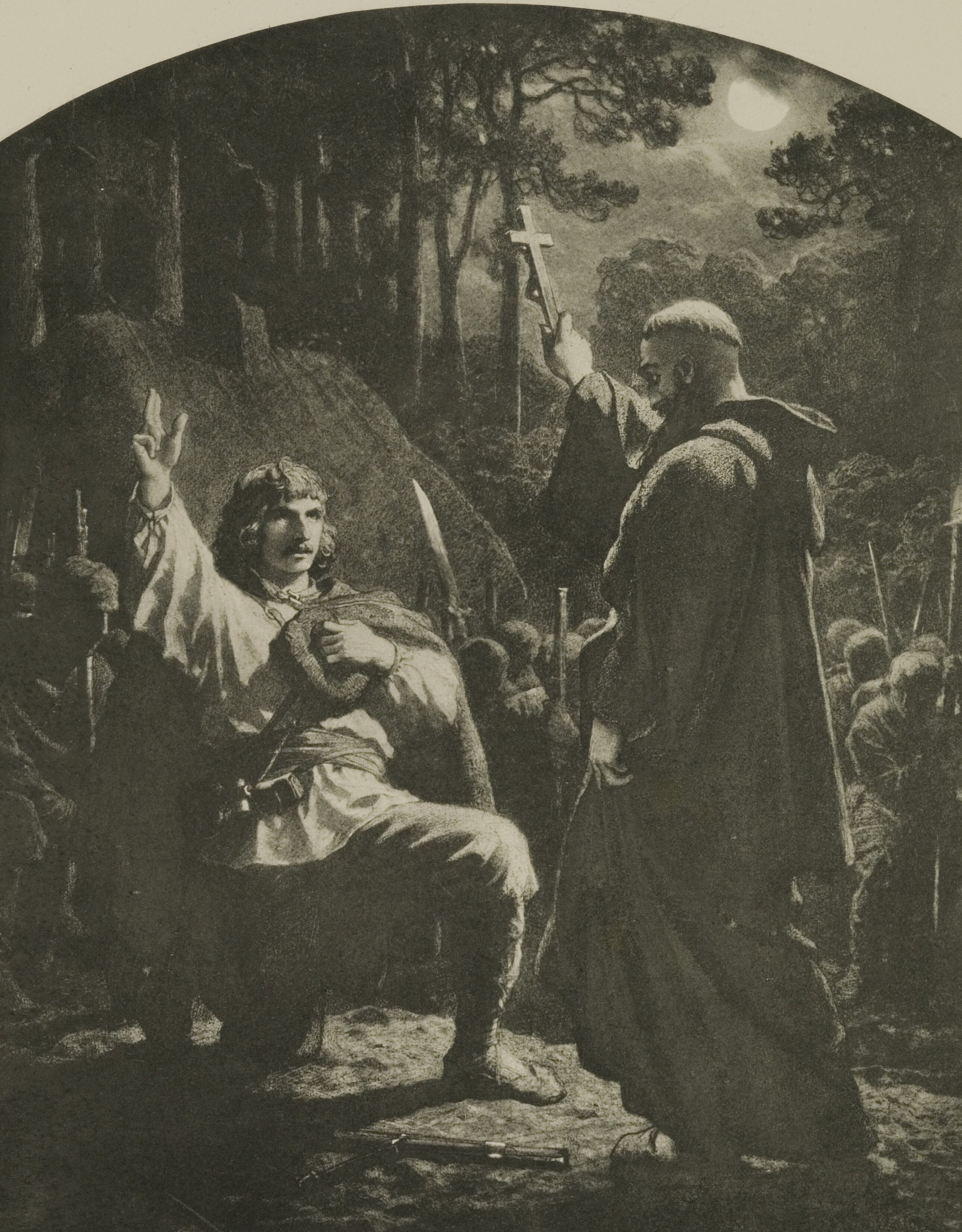
Eid (Przysięga) (Zyklus: Lituania, III, posierte: Stanisław Tarnowski)
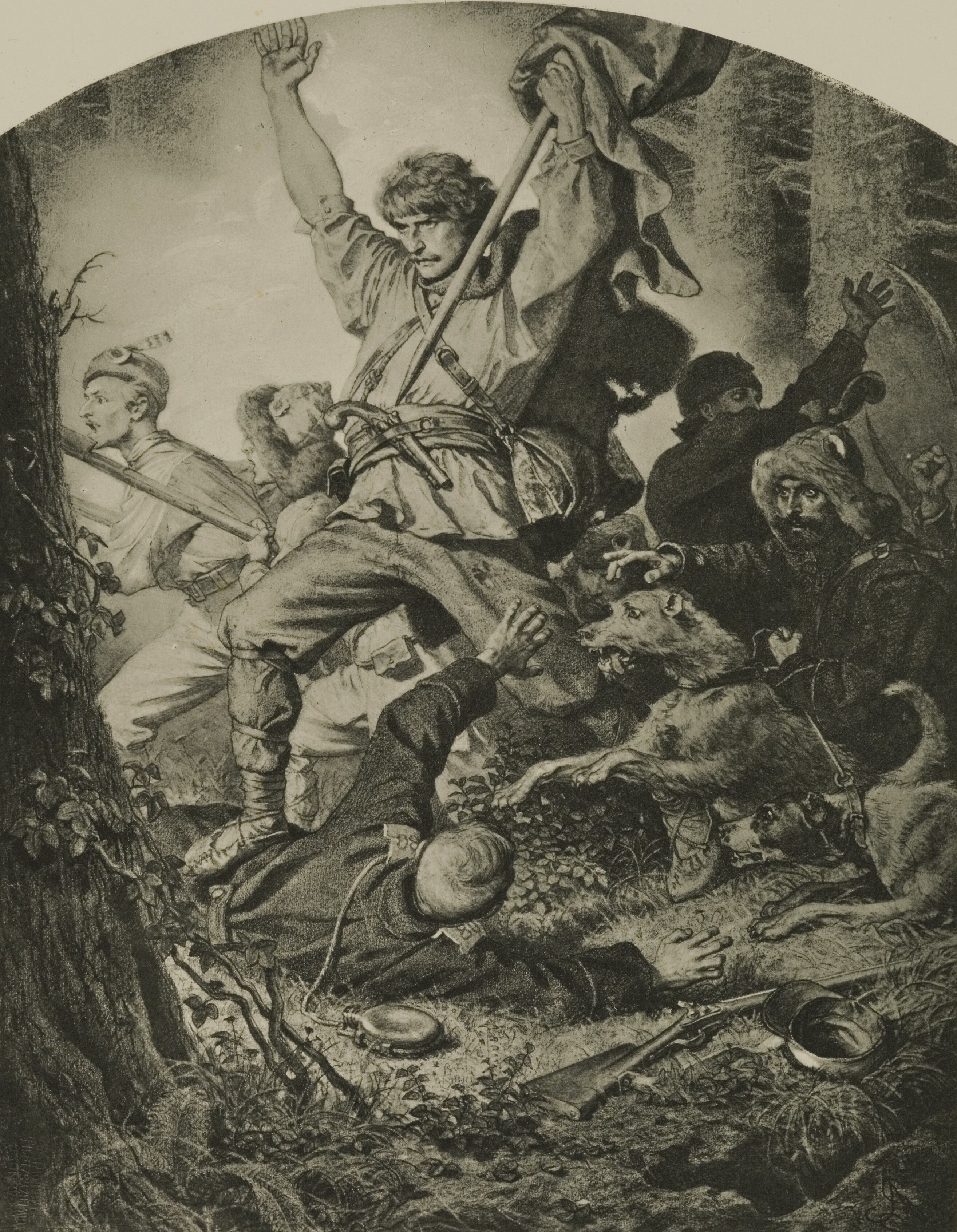
Kampf (Bój) (Zyklus: Lituania, IV, posierten: Grottger – in der Mütze mit Feder, Tarnowski – mit der Fahne, u. sein Schwager Napoleon Sarnecki – mit den Hunden.)
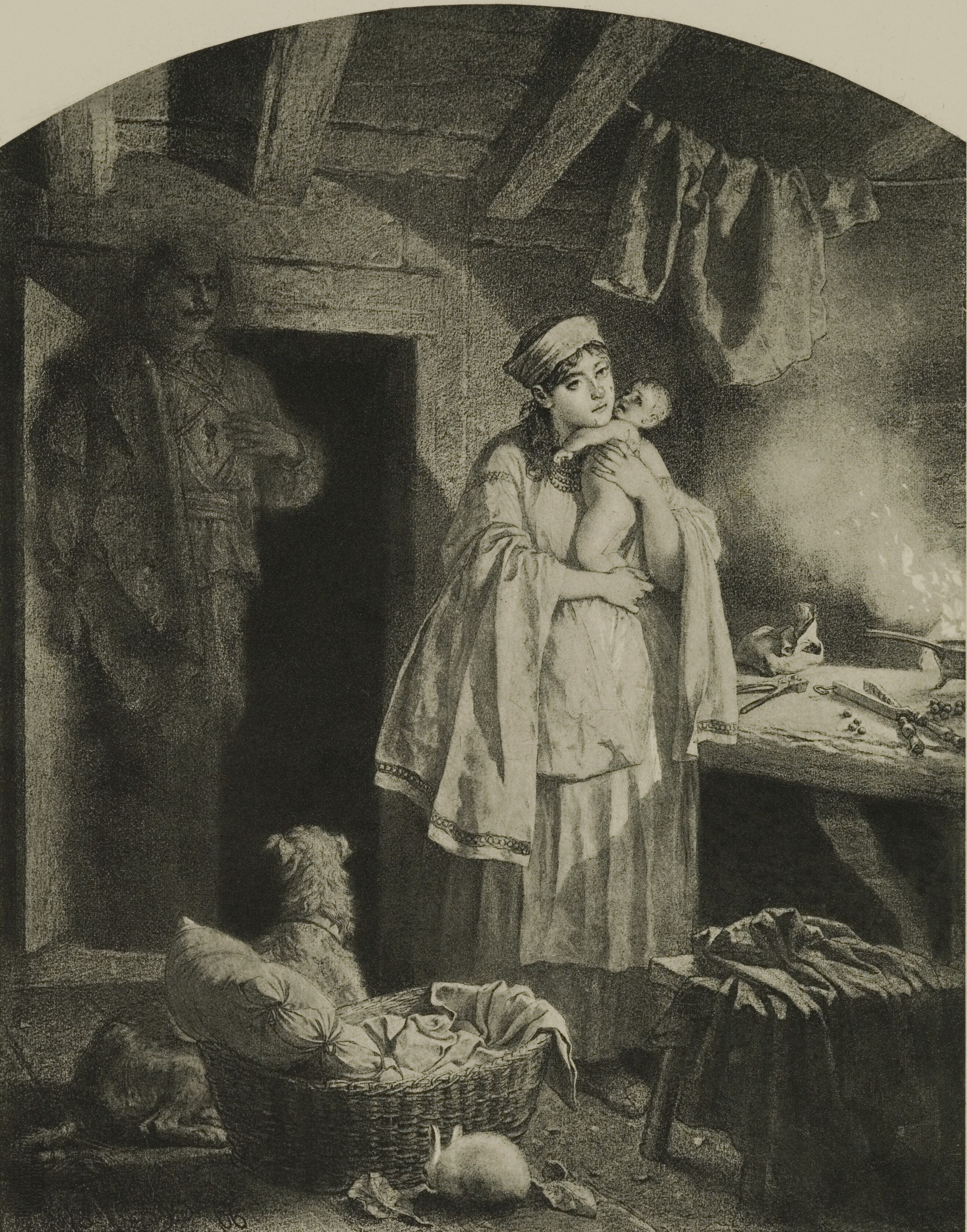
Geist (Duch) (Zyklus: Lituania, V, posierten: Wanda Monné u. Stanisław Tarnowski.)